# Han Myeong-sook
Han Myeong-sook, född 24 mars 1944 i Heijō (nuv. Pyongyang, var premiärminister i Sydkorea 2006-2007. Hon tillhörde det Förenade nya demokratiska partiet och var Sydkoreas första kvinnliga premiärminister. Hon avgick som premiärminister 2007 med avsikt att ställa upp i presidentvalet 2007, men förlorade valet.